# Oberlauterbach
Oberlauterbach ist eine französische Gemeinde mit 551 Einwohnern (Stand 1. Januar 2021) im  Département Bas-Rhin in der Europäischen Gebietskörperschaft Elsass und in der Region Grand Est.
Die Nachbargemeinden sind Salmbach im Norden, Niederlauterbach und Neewiller-près-Lauterbourg im Nordosten, Wintzenbach im Südosten, Eberbach-Seltz im Süden, Crœttwiller, Trimbach im Südwesten und Siegen im Nordwesten.

## Bevölkerungsentwicklung

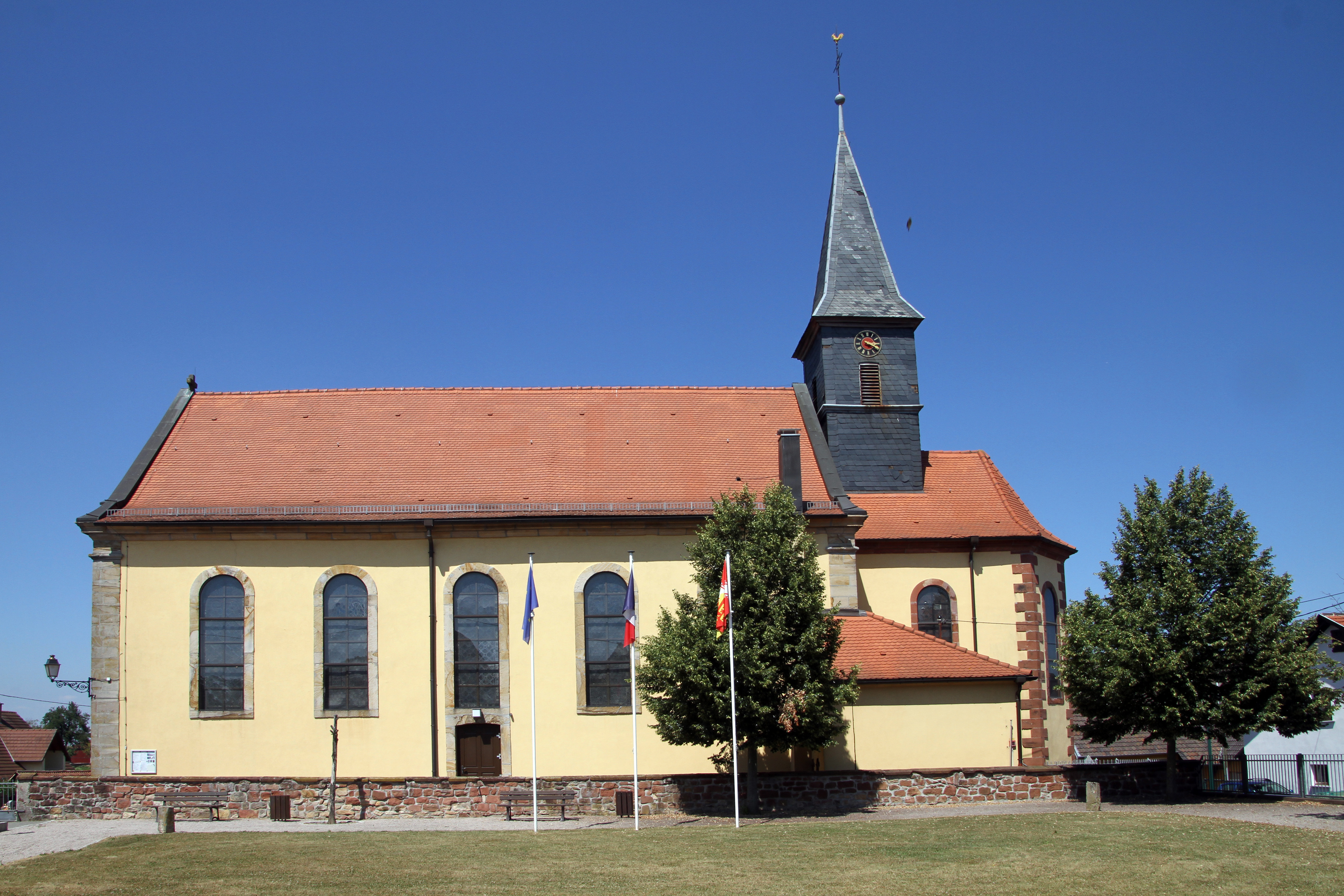
Kirche St. Sixtus

| 1962 | 1968 | 1975 | 1982 | 1990 | 1999 | 2006 | 2017 |
| ---- | ---- | ---- | ---- | ---- | ---- | ---- | ---- |
| 341  | 350  | 340  | 343  | 396  | 459  | 512  | 540  |